# Marcellin Marbot
Jean-Baptiste Antoine Marcelin Marbot, znany jako Marcellin Marbot (wym. [maʁsølɛ̃ maʁbo]; ur. 18 sierpnia 1782 w Altillac, zm. 16 listopada 1854 w Paryżu) – francuski wojskowy, uczestnik wojen napoleońskich i autor wspomnień. Awansował do stopnia generała dywizji (fr. lieutenant général) w 1836 roku, za panowania króla Ludwika Filipa I.
Był synem generała Jeana-Antoine'a Marbot (1754–1800). Jego starszy brat, Adolphe Marbot (1781–1844), również był generałem.

## Odznaczenia
Został uhonorowany następującymi odznaczeniami:
- Order Narodowy Legii Honorowej (Cesarstwo Francuskie): Kawaler, 1808
- Order Narodowy Legii Honorowej (Cesarstwo Francuskie): Oficer, 1813
- Królewski Order Wojskowy Świętego Ludwika (Królestwo Francji): Kawaler, 1827
- Order Królewski Legii Honorowej (Królestwo Francji): Komandor, 1831
- Order Leopolda (Królestwo Belgii): Komandor, 1833
- Order Królewski Legii Honorowej (Królestwo Francji): Wielki Oficer, 1836
- Order Korony Dębowej (Wielkie Księstwo Luksemburga): Krzyż Wielki, 1842